# أدي (لاعب كرة قدم)
أدي (بالبرتغالية: Adailton Pereira dos Santos‏) هو لاعب كرة قدم برازيلي في مركز الوسط، ولد في 18 أبريل 1973 في Caatiba ‏ في البرازيل. شارك مع منتخب تونس لكرة القدم. أما مع النوادي، فقد لعب مع الترجي الرياضي التونسي والنادي الأهلي وجمعية بورتوغيزا الرياضية وميبا ونادي باهيا ونادي توركو ونادي سانتوس ونادي غوياس ونادي يوفاسكولا.

## وصلات خارجية
- أدي على موقع ناشيونال فوتبول تيمز (الإنجليزية)
- أدي على موقع Soccerway.com (الإنجليزية)